# Henry Augustus Rowland

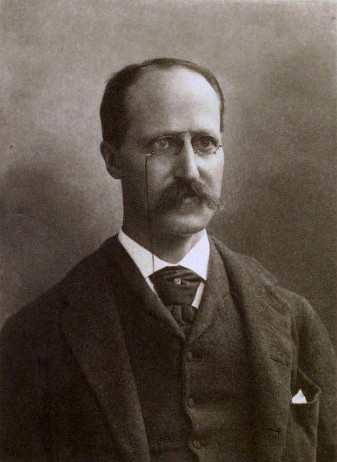
Henry Augustus Rowland

Henry Augustus Rowland (* 27. November 1848 in Honesdale, Pennsylvania; † 16. April 1901 in Baltimore, Maryland) war ein US-amerikanischer Physiker. Er arbeitete hauptsächlich auf dem Gebiet des Elektromagnetismus. Bekannt wurde er durch die von ihm hergestellten konkaven Beugungsgitter, durch die z. B. das Sonnenspektrum genauer als bis dahin bekannt bestimmt werden konnte.

## Leben und Werk
Rowland entstammte einer Familie mit einer Reihe von protestantischen Theologen. Er selbst war für eine geistliche Laufbahn vorgesehen. Rowland interessierte sich jedoch bereits als Schüler für die Physik und führte häufig Experimente im elterlichen Haus durch, um sich physikalisches Grundlagenwissen anzueignen. Da er gegen die für ihn vorgesehene Laufbahn rebellierte, wurde er schließlich im Alter von siebzehn Jahren auf das Rensselaer Technological Institute geschickt. 1870 graduierte er dort zum Ingenieur. Nachdem er anschließend zwei Jahre lang bei einer Bahngesellschaft und als Lehrer in Wooster (Ohio) gearbeitet hatte, kehrte er nach Rensselaer zurück, um Naturgeschichte zu lehren.
Wann immer es seine Zeit zuließ, führte er Forschungen auf dem Gebiet des Magnetismus durch. Da das American Journal of Science eine Veröffentlichung seiner Ergebnisse ablehnte, wandte er sich an James Maxwell in Großbritannien. Maxwell war beeindruckt und veranlasste eine Veröffentlichung im Londoner Philosophical Magazine, die in den Staaten allerdings wenig Beachtung fand.
Rowland zeigte sich zunehmend empört über die Situation an seinem Institut und die Unzulänglichkeiten der Forschungsmöglichkeiten in den USA im Allgemeinen. Der Hochschulbetrieb sei von Mittelmäßigkeit geprägt, die Professoren sähen Forschung als Zeitverschwendung an.
1875 traf er schließlich mit Daniel Coit Gilman zusammen, der eine Fakultät an der neu gegründeten Johns-Hopkins-Universität aufbaute. Diese Universität war die erste wirkliche Forschungseinrichtung in den Staaten, aufgebaut nach deutschem Vorbild. Rowland wurde auf eine Reise nach Europa geschickt, um sich Laboratorien anzusehen und Gerätschaften einzukaufen. 1876 wurde er in die American Academy of Arts and Sciences gewählt.
Am Physikalischen Institut der Universität Berlin bei Hermann von Helmholtz führte er 1875 ein grundlegendes Experiment durch, da ihm hier erstmals die erforderlichen Mittel zur Verfügung standen. Dabei ging es um magnetische Effekte bei einer rotierenden, elektrisch geladenen Metallscheibe (eine vergoldete Ebonit-Scheibe). Das Experiment war extrem schwierig, erforderte umfangreiche Berechnungen, wobei die gemessenen Effekte an der Nachweisgrenze lagen. Rowland gelang schließlich der Nachweis, dass ein rotierender, elektrisch geladener Körper ein Magnetfeld erzeugt. Diese Entdeckung fand in der Fachwelt große Beachtung. Seine Ergebnisse wurden von Helmholtz der Berliner Akademie vorgestellt und in den Annalen der Physik veröffentlicht.
Rowland kehrte mit einer Auswahl der besten Gerätschaften zur Johns-Hopkins-Universität zurück. Dabei wandte er allerdings so wenig Zeit wie möglich für die Lehre und administrative Aufgaben auf, sondern experimentierte in seinem Labor. Bei seinen Studenten und seinen Kollegen war er mitunter gefürchtet, da er Mittelmäßigkeit nicht tolerierte und in seiner Kritik verletzend sein konnte.
Obwohl Rowland ein fähiger Mathematiker war und einige Arbeiten über die Theorie des Elektromagnetismus erstellte, lagen seine größten Fähigkeiten im praktischen Experimentieren. Er bestimmte den absoluten Wert des elektrischen Widerstandes, das Verhältnis von elektrischen Einheiten, das mechanische Wärmeäquivalent sowie die Änderung der spezifischen Wärmekapazität von Wasser bei unterschiedlichen Temperaturen. Er regte eine Reihe von Experimenten an, die schließlich zur Entdeckung des Hall-Effektes durch einen seiner Doktoranden führten.
Als sein größter Beitrag zur Wissenschaft gilt ein verbessertes Beugungsgitter, mit dessen Entwicklung er 1882 begann. Dabei entdeckte er, dass ein auf einer konkaven Fläche aufgebrachtes Gitter die besten Ergebnisse lieferte, auch Rowland-Gitter genannt. Rowlands Beugungsgitter, die zehnmal genauer als bisherige Geräte waren, wurden in alle Welt geliefert und bildeten die Grundlage für spektroskopische Anwendungen in der Physik, Chemie und Astronomie. Rowland selbst nutzte seine Gitter um das Spektrum der Sonne eingehend zu studieren. Im Jahre 1887 veröffentlichte er einen Atlas mit dem vollständigen Sonnenspektrum und tausenden Absorptionslinien, der für die nächsten Jahre zum Standardwerk wurde.
Für seine Leistungen wurden Rowland zahlreiche Ehrungen zuteil. So erhielt er die Ehrendoktorwürden der Universitäten Johns Hopkins (1880), Yale (1883) und Princeton (1896) und wurde in Frankreich zum Ritter der Ehrenlegion ernannt. Er war einer von zwölf Ausländern, die in die Londoner Physical Society aufgenommen wurden. 1881 wurde er in die National Academy of Sciences aufgenommen. 1892 wurde er zum korrespondierenden Mitglied der Göttinger Akademie der Wissenschaften und 1893 der Académie des sciences gewählt. Seit 1896 war er gewähltes Mitglied der American Philosophical Society und seit 1897 Ehrenmitglied (Honorary Fellow) der Royal Society of Edinburgh.
Als Delegierter der US-Regierung nahm er an internationalen Kongressen zur Festlegung elektrischer Einheiten teil.
Am 4. Juni 1890 heiratete er Henrietta Law. Kurze Zeit später erfuhr er, dass er an Diabetes erkrankt war und ihm nur noch wenige Lebensjahre verblieben. Um die finanzielle Situation seiner Familie zu sichern, widmete er sich in der Folgezeit Verbesserungen auf dem Gebiet der Telegrafie und meldete mehrere Erfindungen zum Patent an. Da er der Physik etwas Dauerhaftes hinterlassen wollte, wurde er 1899 Mitbegründer und erster Präsident der American Physical Society.
1901 starb er in Baltimore. Seine Asche wurde, seinem Wunsch entsprechend, in eine Wand seines Laboratoriums eingelassen.
1970 wurde der Mondkrater Rowland und 2000 der Asteroid (10557) Rowland nach ihm benannt.